# Golfo di Manfredonia
Il golfo di Manfredonia è un'ampia insenatura del mare Adriatico meridionale, compresa tra la testa del Gargano a nord e il porto di Barletta a sud. 
La fascia litoranea del golfo è estesa per oltre 60 km; essa si presenta rocciosa a settentrione, laddove si affaccia la riviera meridionale del Gargano con frequenti strapiombi sul mare, e sabbiosa nel settore centro-meridionale, ove per buona parte coincide con la fascia costiera pianeggiante del Tavoliere delle Puglie. La profondità massima è di circa 25 m; all'infuori di alcuni scogli o faraglioni sub-garganici, non sono presenti isole. Nel golfo sfociano quattro corsi d'acqua: il Candelaro, il Cervaro, il Carapelle e l'Ofanto; nell'immediato retroterra non mancano paludi e saline, mentre l'unico specchio d'acqua dolce è il lago Salso, alimentato dal Cervaro e ricompreso nell'omonima oasi naturale protetta. Tra i centri urbani che sorgono sul golfo, Barletta (che vi si affaccia però solo parzialmente) e l'omonima città di Manfredonia sono quelli di maggior rilievo.